# 즐라트코 부요비치
즐라트코 부요비치(크로아티아어: Zlatko Vujović [zlâtko ʋûːjoʋitɕ], 1958년 8월 26일, SR 보스니아 헤르체고비나 사라예보 ~)는 크로아티아의 전직 축구 선수로, 현역 시절 스트라이커로 활약했다.
그의 쌍둥이 형제 조란도 프로 축구 선수였다. 둘 모두 유고슬라비아 국가대표 선수들이었고, 모두 현역 시절 대부분을 프랑스에서 프로 선수로서 보냈다.

## 클럽 경력
사라예보 출신인 부요비치는 하이두크 스플리트에서 프로 무대 신고식을 펼쳤는데, 유고슬라비아 1부 리그 첫 경기에 출전할 당시 불과 18세였고, 10년 동안 리그에서 100골 넘게 득점(420경기 출전, 172골)했고, 그의 형제 조란과 합작하는 일이 많았다. 그는 친정 구단의 1979년 리그 우승과 5년 후의 유고슬라비아 컵 우승에 보탰고, 1981년에는 "베체르니 리스트" 일간지의 유고슬라비아 올해의 축구 선수로도 지명되었다.
1986년, 두 형제는 프랑스 무대로 진출했는데, 보르도가 첫 행선지였다: 둘은 1년차에 부동의 주전으로 활동하며 2관왕의 주역이 되었는데, 즐라트코는 2-0으로 이긴 마르세유와의 쿠프 드 프랑스 결승전에서 득점해 2-0 승리와 대회 우승에 일조했다.
부요비치는 이후에도 1993년에 은퇴하기 전까지 많은 골을 기록했는데, 그동안 그는 칸, 파리 생-제르맹, 소쇼, 그리고 니스를 거치며 1부와 2부 리그 구단을 동시에 전전했다.

## 국가대표팀 경력
그는 유고슬라비아 국가대표팀 경기에 70번 출전하여 25골을 기록했는데, 1979년 4월 1일에 3-0으로 이긴 키프로스와의 유로 1980 예선전에서 처음으로 출전했고, 1982년과 1990년 월드컵에 참가했고, 올림픽 축구 종목에도 1980년 참가했다. 그의 마지막 국가대표팀 경기는 1990년 11월에 열린 유럽 선수권 대회 예선전 경기로, 덴마크 적지에서 승리했다.

## 감독 경력
2008년, 부요비치(전년도에 지도를 시작한 쌍둥이 형제 따라)는 지도자의 길을 걷기 시작했다. 그가 처음 맡은 곳은 친정 구단인 하이두크 스플리트의 수석 코치였다. 2016년 7월에 그는 3번째 수석 코치 임기를 시작해 파리얀 푸슈니크의 사단에서 근무했지만, 푸슈니크 감독이 경질되면서 그도 2016년 12월에 사임했다.